# Janet Evanovich
Janet Evanovich, född 22 april 1943 i South River i New Jersey, är en amerikansk författare.
Evanovich är mest känd för sin litterära figur Stephanie Plum, från Trenton, New Jersey som blir av med sitt arbete och blir en prisjägare för att få ihop till brödfödan. Böckerna är i genren komisk deckare.

### Stephanie Plum-serien
- Lovligt byte - One For the Money 1995
- Jagat byte - Two For the Dough 1996
- Nedlagt byte - Three to Get Deadly 1997
- Fångat byte - Four to Score 1998
- Delat byte - High Five 1999
- Hett byte - Hot Six 2001
- Farligt byte -Seven Up 2002
- Svårfångat byte - Hard Eight 2002
- Visions of Sugar Plums 2003
- Lätt byte - To the Nines 2003
- Gömt byte - Ten Big Ones 2004
- Explosivt byte - Eleven on Top 2005
- Skuggat byte - Twelve sharp 2006
- Plum Lovin' 2007
- Snabbt byte - Lean Mean Thirteen 2007
- Plum Lucky 2008
- Fearless Fourteen 2008
- Plum Spooky 2009
- Finger Lickin'Fifteen 2009
- Sizzling Sixteen 2010
- Smokin' Seventeen 2011
- Explosive Eighteen 2011
- Notorious Nineteen 2012
- Takedown Twenty 2013

### Andra verk
- Hero at Large 1987
- Full House 1989, under namnet Steffie Hall
- Full Tilt
- Full Speed
- Full Blast
- Full Bloom
- Full Scoop
- Foul Play 1989
- Metro Girl 2004
- The Grand Finale 1988
- Thanksgiving 1988
- Manhunt 1989
- Love Overboard (ursprunglig titel Ivan Takes a Wife) 1989
- Back to the Bedroom 1989
- Smitten 1990
- Wife for Hire 1988
- Rocky Road to Romance 1991
- Naughty Neighbor 1992
- Motor Mouth 2006

## Priser och utmärkelser
- The New Blood Dagger 1995 för One for the Money
- The Last Laugh Daggers 1996 för Two For the Dough
- The Silver Dagger 1997 för Three to Get Deadly